# Giubbotto ad assetto variabile
Un giubbotto ad assetto variabile (GAV) è uno zainetto utilizzato per le immersioni subacquee al fine di aumentare la capacità di controllo del livello di profondità da mantenere sott'acqua (analogamente alla vescica natatoria dei pesci), mantenendo un assetto stabile e una profondità costante, oppure per immergersi o emergere in modo controllato. 
Garantisce inoltre il galleggiamento del subacqueo in superficie sia in condizioni normali sia, soprattutto, in caso di emergenza. 
Internazionalmente è conosciuto con la sigla BCD, che sta per Buoyancy Control Device (o, più di rado, come BC, Buoyancy Compensator). Viene anche comunemente chiamato Jacket per la sua somiglianza nei moderni modelli per l'appunto ad un gilet. In emersione, il jacket è gonfiato per essere usato come ciambella di ausilio al galleggiamento ed è in genere munito di fischietto di soccorso.

## Principio fisico

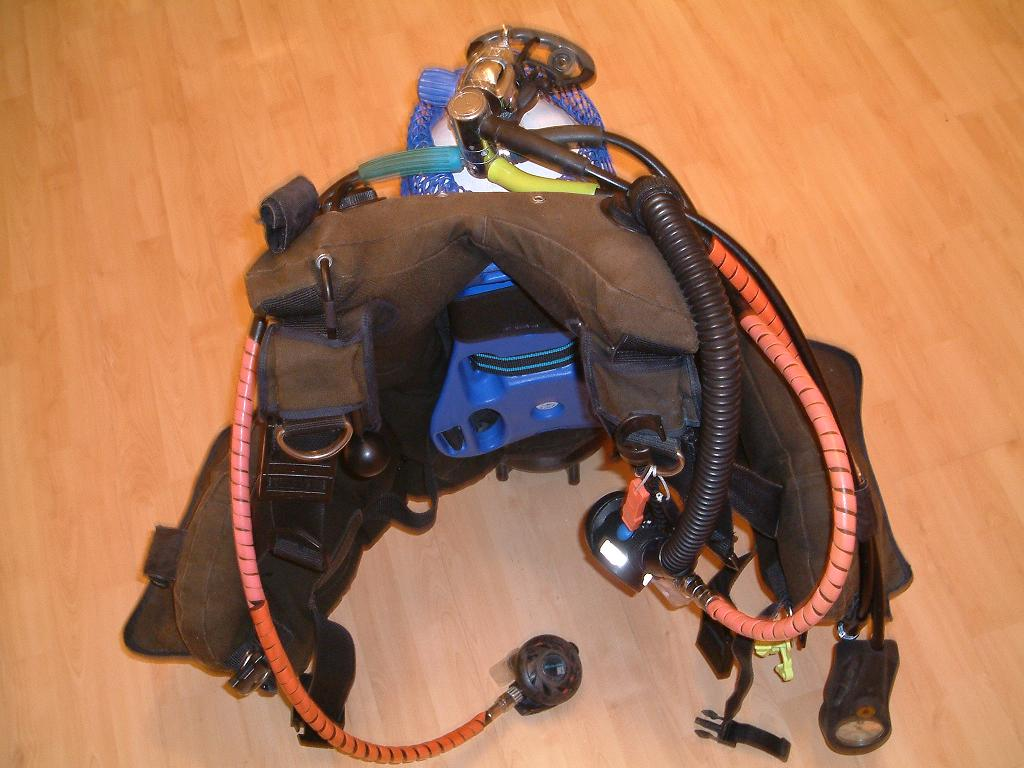
Un GAV del tipo Jacket

Funziona attraverso un'opportuna applicazione del principio di Archimede.
Il GAV si compone, nei modelli più moderni, di un sacco espandibile in materiali sintetici, a forma appunto di giubbotto (e come tale vestito), in cui viene immessa dell'aria (con la possibilità di farla uscire per mezzo di valvole o di un tubo corrugato). L'aria immessa nel sacco, sia perché direttamente proveniente da un'uscita di bassa pressione del primo stadio applicato alla bombola, sia perché eventualmente espirata dal sub attraverso il tubo corrugato, è aria precedentemente compressa e che quindi giunge nel sacco incrementandone il volume. L'incremento di volume (o la diminuzione agendo sulle valvole di scarico) consente di modificare il rapporto massa/volume del subacqueo ed ha quindi effetto sulla spinta idrostatica e sull'assetto del subacqueo: al crescere del volume (a parità di pressione idrostatica), cresce infatti il peso della quantità d'acqua spostata ed il sub riceve perciò una spinta positiva verso l'alto. 
L'assetto ordinario del subacqueo è generalmente neutro, ma con l'aumentare della profondità diviene negativo per effetto della compressione della muta e degli spazi aerei del sub causati dall'aumento della pressione idrostatica, quindi l'incremento di aria nel sacco del jacket serve a contrastare questa spinta negativa, ripristinando l'assetto neutro. In risalita avviene il contrario, per effetto della diminuzione della pressione idrostatica l'aria contenuta nel sacco si espande dando al subacqueo una spinta sempre più positiva che tenderebbe a farlo risalire in maniera troppo veloce e pericolosamente alla superficie, velocità questa che viene controllata per mezzo delle valvole di scarico dell'aria come diremo di seguito.

### Controllo dell'assetto

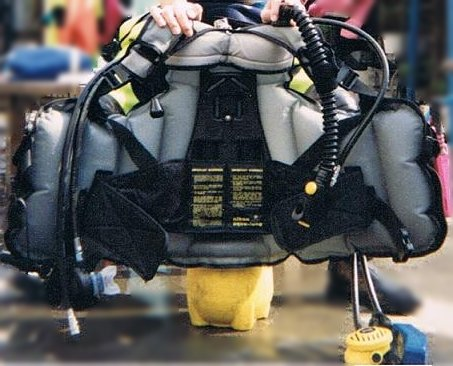
Un GAV montato su bombola.

Dosando opportunamente la quantità d'aria da immettere nel sacco (in realtà da far espandere e crescere di volume) si può raggiungere un assetto neutro (equilibrio idrostatico), con il quale il subacqueo si trova praticamente a non avere spinte né verso l'alto (emersione) né verso il basso (affondamento), potendo mantenere senza alcuno sforzo la quota raggiunta. Questa condizione è spesso rassomigliata a quella dell'assenza di gravità (sebbene l'accostamento sia solo approssimativo, poiché la forza di gravità continua ad avere influenza su tutto l'organismo del sub, che in realtà è solo "adagiato" su una sorta di invisibile sostegno liquido).
A rigor di precisione l'assetto perfettamente neutro è possibile solo in assenza di respirazione: la normale inspirazione aumenta il volume del corpo attraverso l'espansione dei polmoni (ed ovviamente l'espirazione lo riduce), perciò l'assetto considerato neutro è in realtà lievemente viziato da minime oscillazioni di quota dovute alla respirazione. In posizione orizzontale, il subacqueo immobile che respira avrà caratteristicamente le caviglie ferme ed il torace che sale e scende di poche decine di centimetri (a seconda della profondità) rispetto alla posizione neutra, semplicemente per effetto della respirazione.
Durante la risalita la diminuzione della pressione esterna provoca una crescente espansione dell'aria contenuta nel GAV che perciò può, se non si agisce opportunamente sgonfiando il GAV dell'aria in eccesso agendo sulle valvole di scarico, diventare assai pericolosa, causando la cosiddetta risalita "a pallone" a velocità eccessive con incidenti sia per sovradistensione polmonare che per embolie per mancate decompressioni.
In genere nei corsi di subacquea si insegna a svuotare il GAV man mano che si risale o, a volte, prima di iniziare la risalita.
Anche durante la discesa l'effetto della crescente pressione esterna ha il suo effetto, neutralizzando man mano l'effetto stabilizzante del jacket, sommandosi la riduzione di volume dell'aria nel jacket, alla riduzione di galleggiamento fornita dal neoprene della muta subacquea e dal volume polmonare, provocando così un'accelerazione della velocità di discesa, che viene semplicemente controllata gonfiando leggermente il GAV mano a mano che si scende.

## Storia e caratteristiche
Il GAV è stato concepito assai presto nella storia della subacquea, come possibile evoluzione del giubbotto salvagente, del quale mutua la condizione variabile di riempimento, ma è giunto sul grosso mercato della subacquea intorno agli anni settanta. 
I primi modelli si indossavano intorno al collo (cosiddetti "a collare" tra cui ricordiamo il "Fenzy" della Spirotechnique), o intorno alla testa ("caschetto"), ed erano fissati al corpo con cinghie o semplici sagole. Potevano essere riempiti a bocca per mezzo di un corrugato (un tubo flessibile) chiuso da valvola o con un bombolino (in genere da 400 cm³, derivato dai primi miniestintori portatili), ricaricabile dalla bombola principale tramite una frusta aggiuntiva. In questi primi modelli lo sfiato si eseguiva esclusivamente portando verso l'alto il corrugato d'insufflazione a bocca ed aprendo la valvolina (questo sistema, anche in presenza di altri accorgimenti, è tradizionalmente ancora usato dai subacquei più esperti ed anche i modelli più recenti continuano a consentirlo; altri utilizzano un sistema di controllo più avanzato).
Ricordiamo infine solo per curiosità i nostri profondisti e corallari degli anni '60 che, prima dell'avvento del GAV, usavano portarsi dietro una busta di plastica che in profondità veniva gonfiata a mo' di palloncino per contrastare l'assetto negativo.

### Modelli attuali

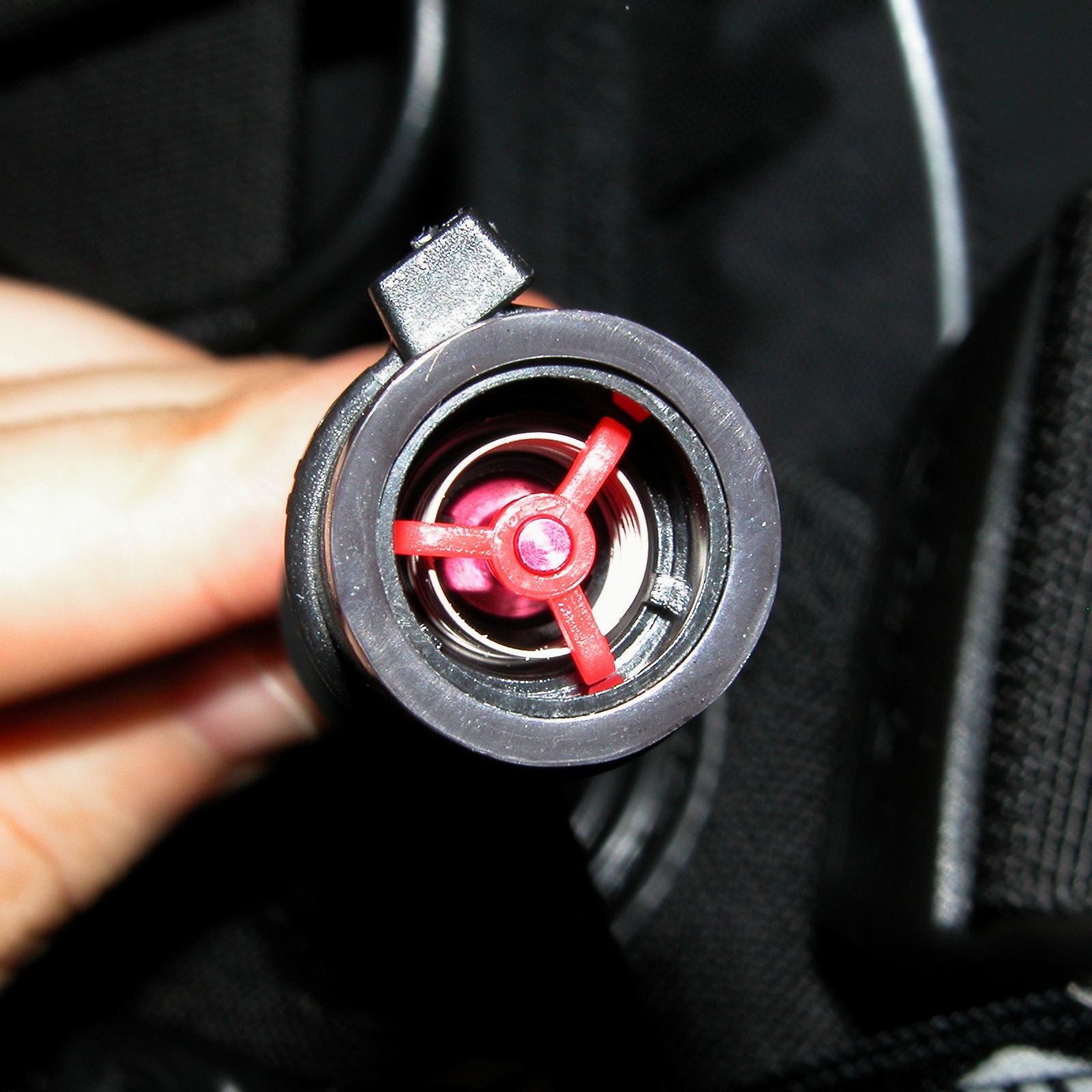
Un sistema di gonfiaggio "a bocca", dotato di valvola di non ritorno.

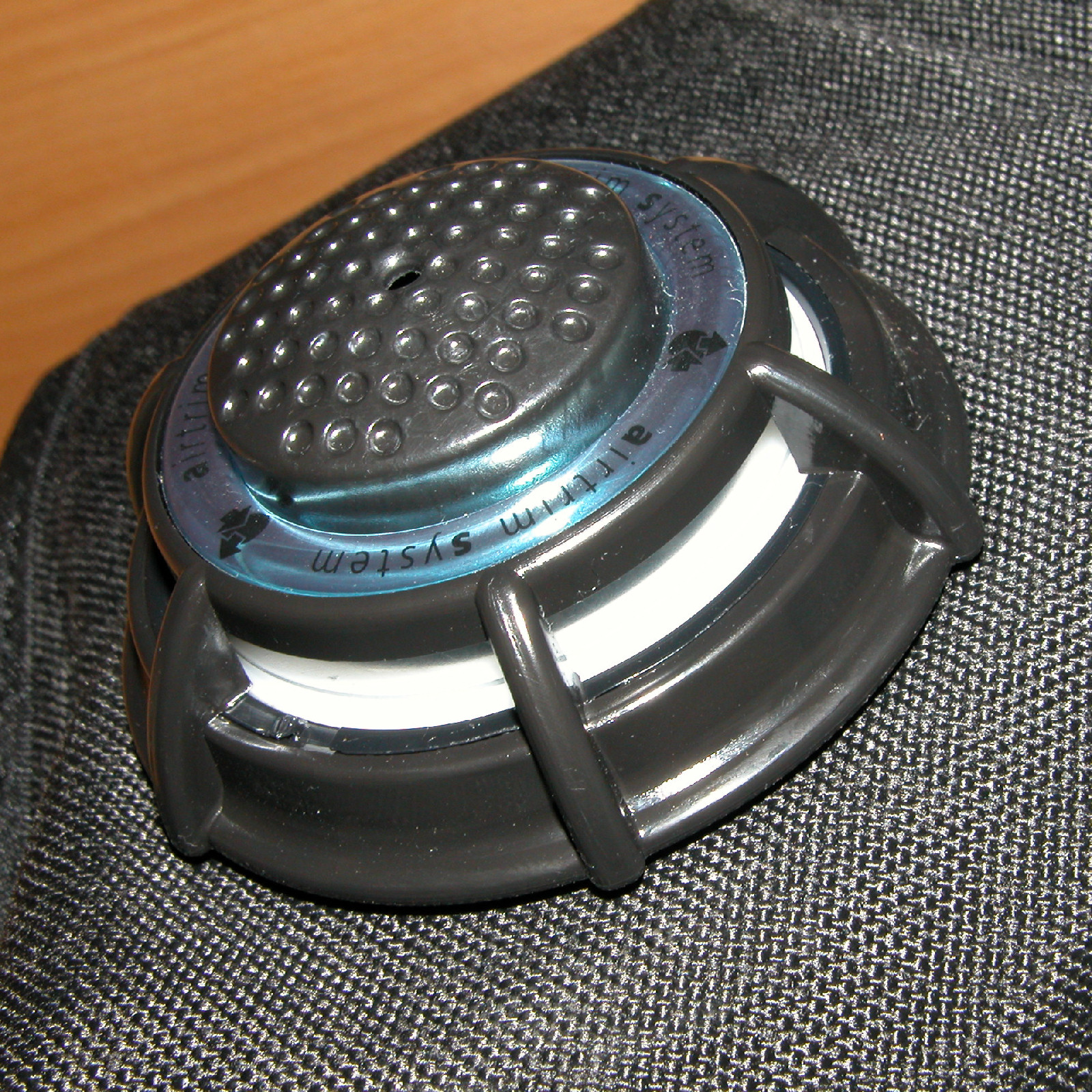
Una delle valvole di sfiato (in questo caso quella situata sulla spalla destra).

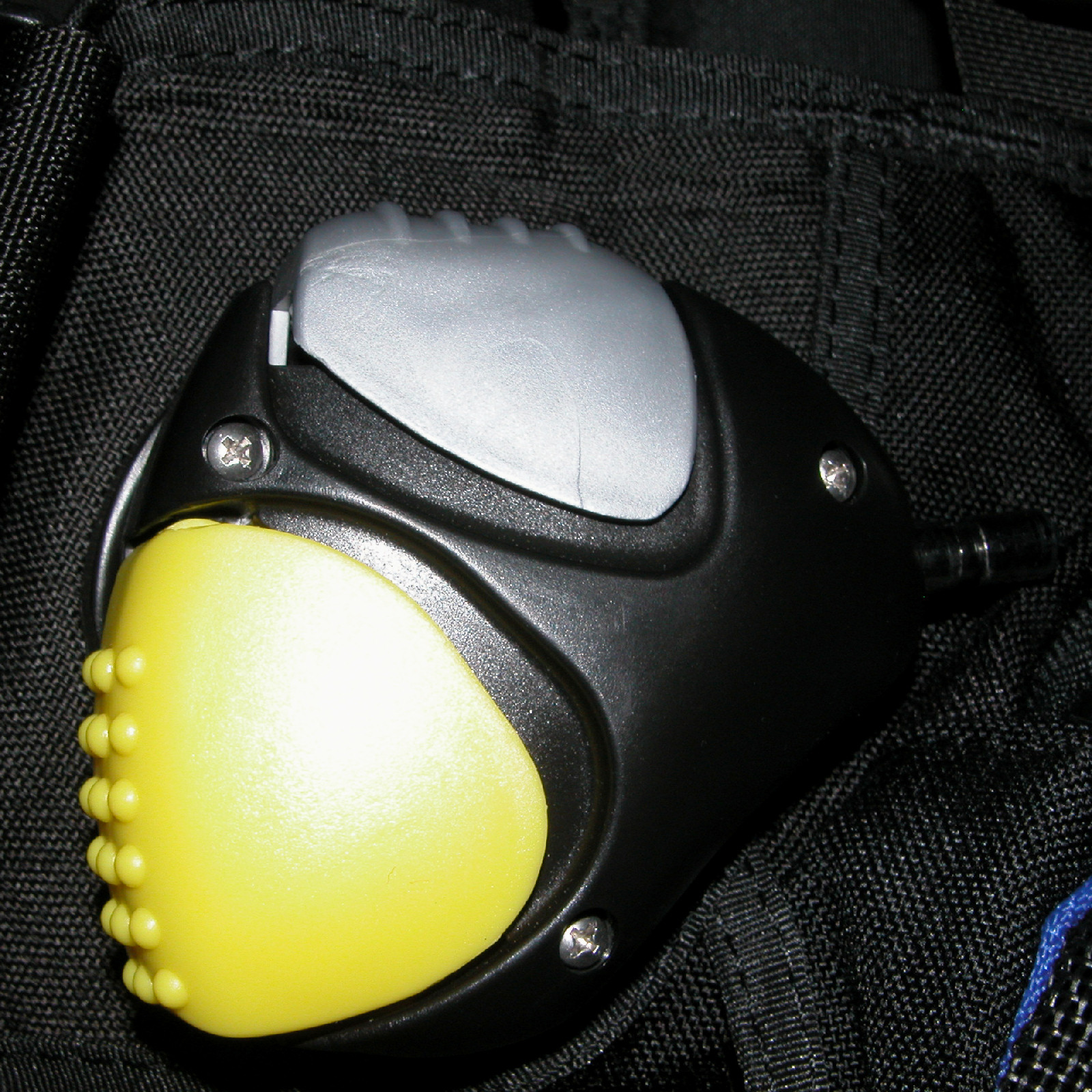
Il gruppo di comandi di gonfiaggio/sgonfiaggio su un GAV della Mares. Questo modello non utilizza il corrugato per il collegamento con la bombola, bensì un sistema detto airtrim.

I modelli attuali sono principalmente a gilet (che è anche il nome francese dell'accessorio) e possono consentire l'alloggiamento di zavorra, tasche, palette ferma-fruste, passasagole, ganci, moschettoni o altri ausilii funzionali. 
In genere incorporano uno schienalino sagomato per l'alloggiamento della bombola e le relative fasce e fibbie di serraggio. Per un certo periodo, sino almeno all'avvento dei computer di immersione, i jacket erano venduti già muniti di un tabellino in plastica con le curve di decompressione US Navy da tenere in apposita tasca e fissato con sagolino. Nella maggior parte dei modelli l'assetto del GAV è moderatamente negativo.
Le innovazioni introdotte riguardano nuovi sistemi di insufflaggio dell'aria oppure la distribuzione dei dislocamenti dell'aria nelle sacche, con la possibilità (anche escludibile) di riempire la parte dorsale (sebbene l'assetto tipico con questi modelli sia pericoloso in caso di incidente, poiché mantengono la faccia tendenzialmente immersa in superficie).
Di solito presentano le seguenti caratteristiche:
- una frusta a bassa pressione che porta il gas dalle bombole al regolatore del giubbotto;
- una (o più) valvole di sfogo che, in caso di pressione eccessiva, si apre automaticamente in caso di necessità (troppa pressione interna, ad esempio);
- dei finimenti a strappo per indossare il giubbotto in modo stabile;
- una placca plastica o metallica (detta schienalino) per sorreggere le bombole;
- un sistema integrato di pesi, a volte dotato di un meccanismo per lo sgancio veloce;
- una piccola bombola per il gonfiaggio d'emergenza (oggi raramente presente);
- varie tasche, ganci di sicurezza, D-ring;
- una valvola di gonfiaggio che porta il gas dalla frusta alla camera d'aria del giubbotto;
- una valvola di sfiato che permette lo svuotamento della camera d'aria.

La maggior parte dei GAV ha almeno due di queste valvole: una sulla parte superiore e una sulla parte inferiore del giubbotto, in modo da facilitare lo sfogo dell'aria indipendentemente dalla posizione del sub, dato che l'aria svuotata va naturalmente verso la superficie.
Attualmente è disponibile una gamma abbastanza articolata di modelli differenziati per: 
- dislocamento della sacca o delle sacche;
- volume massimo;
- dispositivi di gonfiaggio e di sfiato;
- dispositivi per lo sgancio rapido;
- resistenza del tessuto sintetico (espressa in denari).

## Dettagli

### Comandi
Il funzionamento del GAV si basa semplicemente sull'immissione e sullo scarico dell'aria; queste operazioni vengono controllate tramite dei comandi situati, nei modelli a corrugato, sull'estremità di questo, e nei modelli ad airtrim sul blocco comandi. 
Il gonfiaggio avviene tramite l'apertura di una valvola, nei GAV più economici, o tramite pistone.

### Camera d'aria
La sacca d'aria del GAV è quella che assolve alla funzione di variazione del volume, regolando così in modo semplice l'assetto del subacqueo. Di questa si hanno, a seconda del modello, varie forme e vari posizionamenti: giubbetti con la sacca posteriore o lateroposteriore (più avvolgenti), giubbetti con sacca singola o doppia (più costosa per via degli accorgimenti da adottarsi in fase di produzione).

## Metodi di vestizione e entrate
Ci sono diversi modi per indossare il GAV sia in acqua che fuori dall'acqua, o meglio il cosiddetto "gruppo" (bombola, erogatori, gav ecc.) ed entrare in acqua a seconda delle situazioni e delle abilità del subacqueo.
Un subacqueo esperto o molto eccitato dall'imminente immersione prediligerà, molto spesso, un metodo rapido per indossare il gruppo in modo da godere subito delle meraviglie del mare; è bene precisare che il peso complessivo del gruppo ARA frequentemente supera i 15 kg e che, se indossato con scarsa cautela o con eccessiva fretta, può provocare lesioni o strappi alla schiena, talvolta anche seri.
È necessario quindi porgere, sia in acqua che fuori, la massima attenzione durante la vestizione per evitare spiacevoli inconvenienti che potrebbero compromettere l'immersione o addirittura pregiudicare l'attività subacquea futura. 
Ovviamente un'adeguata preparazione da parte di un istruttore durante un corso può aiutare a rendere improbabili simili errori. La pratica dell'attività subacquea in Italia non è infatti vincolata ad alcun obbligo di detenzione di brevetto; è però consigliabile frequentare corsi appositi per apprendere la teoria e la tecnica.
Si distinguono:
- vestizioni in acqua:
  - tecnica della seduta (la più comoda e semplice);
  - tecnica dell'incappucciamento (può creare disorientamento e "testate con bernoccoli" nei meno esperti);
  - tecnica della capriola (la più rapida in assoluto ma richiede una certa pratica)
  - vestizione sul fondo (usata prevalentemente negli esercizi di abilità dei corsi);

- entrate con gav già indossato:
  - capovolta all'indietro (dal bordo barca quando non è molto alto. Sedersi, con la chiesa rivolta verso l'acqua, sul bordo della barca con il GAV leggermente gonfio e l'attrezzatura completamente indosso, lasciarsi cadere all'indietro in modo da compiere una capriola. Viene usato specialmente per "tuffarsi" dai gommoni);
  - passo (o "balzo") del gigante (da barche con bordo più alto. Avvicinarsi al bordo della barca con il GAV leggermente gonfio e l'attrezzatura completamente indossata, allungare una gamba in modo da compiere un passo nel vuoto e lasciarsi cadere in acqua.)
  - guado in acqua (da rive. Entrare in acqua a piedi indossando l'attrezzatura completamente, gonfiare il GAV ed arrivare ad una profondità tale per cui si arriva a gelleggiare, indossare le pinne.)